# V250 (鉄道車両)
オランダ高速鉄道V250系電車は、2012年に登場したオランダ国鉄傘下のオランダ高速鉄道（現在のNSインターナショナル）及びベルギー国鉄の高速鉄道用電車である。形式名のV250は列車の営業最高速度である250km/hに由来する。
本項では、トレニタリアに譲渡後のETR700系電車についても記述する。

## 導入までの経緯
オランダ南高速線（HSL-Zuid ）およびベルギー高速鉄道4号線（HSL 4）の開業が2009年に予定され、新たに同路線を経由しアムステルダム～スキポール空港～ブリュッセルおよびブレダ間を走行する速達列車「フィーラ」（Fyra）が設定されることとなった。V250系はその開業用として、2004年にオランダ高速鉄道によって4801F～4816Fの16編成が発注された。同時にベルギー国鉄が発注した3編成に関しては4881F～4883Fと、80番台が追加されている。
当初は2007年に引き渡され、2009年の開業に合わせて運用を開始する予定であったが、運行にあたって要求されていたETCSレベル2の基準を満たす保安装置が高速新線に設置されていないなどにより、ようやく翌年の2008年8月に第1編成がチェコの試験線で試運転が実施され、1編成目がオランダ国内に入線したのは2009年4月28日のことだった。

## 車両概要
8両編成19本が製造され、所属国による仕様差はない。基本設計はアンサルドブレーダと長年の取引のあるピニンファリーナが担当した。
編成中片側の3両が1等車で、残りの5両が2等車のmAk+AD+mAB+B+B+mB+B+mBkで構成され、日本風に言うとクモロ-サロ-モロ-サハ-サハ-モハ-サハ-クモハとなる。
車体
車体は基本的にアルミニウム合金製で、全長が両先頭車で26.95m、中間車が24.5mで、全幅は2.87mとなっている。前頭部は普通鋼製で、特徴的なボンネットの形状からアルバトロス（Albatross）やドードー（Dodo）などのあだ名がついた。灯具は左右に丸型シールドビームが縦に2つずつ配置されている。塗装はオフホワイトを基調に、1両目から3両目にかけて濃淡3色のスカーレット帯が先頭向かって右から見て右上がりに配された「キャンディースティック」色だが、中間の4・5号車にかけてはスカーレット1色でフィーラのロゴが大きく描かれている。
内装
側内張りや妻板、床板は全車とも共通で、それぞれグレー、バイオレットの配色を採用している。座席は固定式クロスシートを採用し、配置はボックスシートに近い。向かい合う2列の座席の間には簡易テーブルが設置されているが、折り畳みはできない固定式となっている。座席のモケットと配置は1等車と2等車で異なり、1等車は赤地の1+2列だが、2等車は青地で2+2列となっている。
主要機器
主制御器には水冷式のIGBT-VVVFインバーター制御を採用、集電装置はシングルアームパンタグラフを両先頭車から2両目の中間車に1基ずつ設置されている。電源装置は直流1500V・3000Vおよび交流25000Vに対応し、ベルギー・オランダの両国のみならず、ヨーロッパ域内のあらゆる電化方式に対応し、各国の自動列車保安装置にも対応している。ドイツでの走行も可能だが、実際に運用されることはなかった。
最高速度は250km/hで、高速鉄道用車両の中では遅い部類に入るものの、従来のオランダ国内の最高速度が160km/hであったため高速化の効果は大きいとされていた。

## 運用
大失敗に終わったオランダ高速鉄道での運用
当初2009年7月の開業に合わせて運用を開始する予定だったが、前述の通りの納入遅延や、線路側の保安装置の未設置など再三延期を重ねた挙句、オランダのカミール・エルリングス国土交通大臣が運用開始は2011年の暮れ以降と述べるなどもあり、結局オランダ国内での暫定運用が開始されたのは2012年9月、フィーラの本運行開始は12月9日のダイヤ改正であった。しかしながら運用開始後ほどなくして次々に各種不具合が続出した。
・警笛が凍結して動作不能となる。
・車体から落ちた氷が床下へ跳ね返り、走行装置を損傷させ運行不可となる。
・床板が十分に溶接されておらず、走行中に一部が脱落し、線路沿いで発見される。
これらの主な原因としては耐寒耐雪設備が十分でなかったことが指摘されている。アンサルドブレーダのオランダ向けの案件は前例がなく、現地の気候を考慮していなかったこと、そのほか当初の設計最高時速は220km/hであり、最高時速250km/hを超過することもあるなど性能を度外視した無茶な運用で構造疲労が進んでいたと考えられる。結局オランダ高速鉄道はわずか1ヶ月間一部の編成を稼働させただけで2013年1月16日に休車となり、5月3日をもって全車廃車となった。ベルギー国鉄に至っては1編成も引き渡されることがないままその2日後に運行免許を取り消し、運行開始の3か月前になって「信頼性が保証できない」として2013年5月末をもって高速鉄道計画自体をキャンセルすることとなった。
なお、フィーラの運航停止にあたっては、2014年にオランダ高速鉄道およびベルギー国鉄はそれぞれ製造元のアンサルドブレーダを提訴し、オランダ高速鉄道側は3月17日に購入額より8800万ユーロ少ない1億2500万ユーロで9編成を売却し、さらに1編成あたり最大2100万ユーロの補償を受け取ることで和解、ベルギー国鉄は計250万ユーロのキャッシュバックを受領することとなった。
母国トレニタリアでの再起

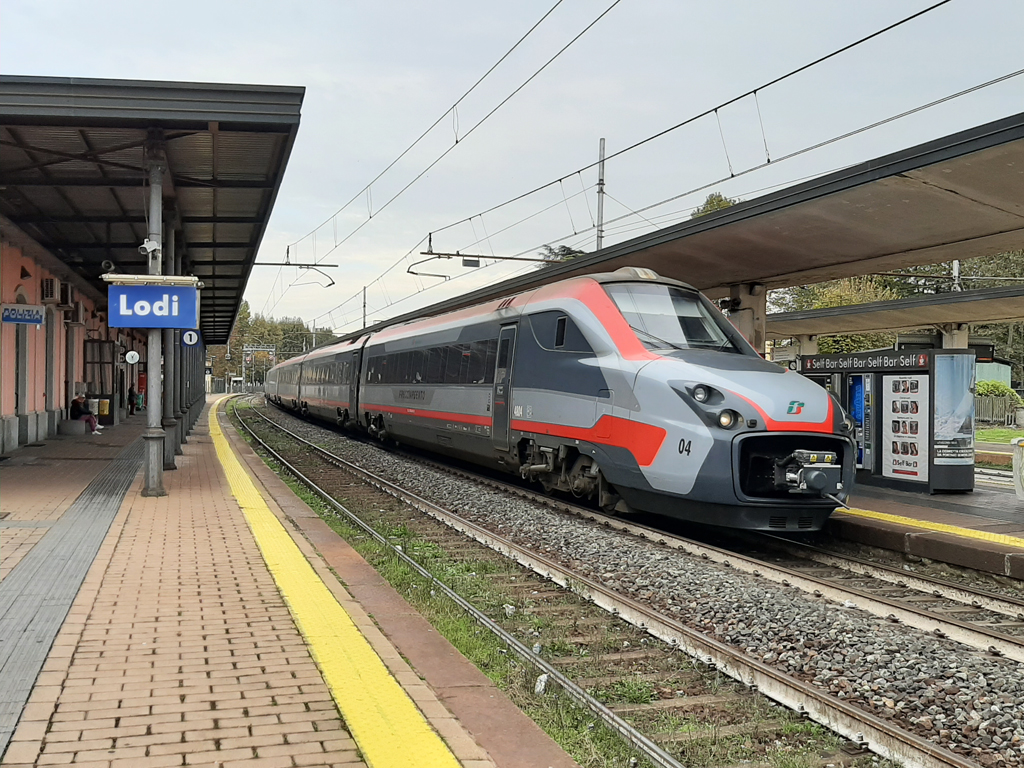
イタリアにて運行開始されたETR 700

オランダ・ベルギーでの運用終了後は製造元のアンサルドブレーダが買い戻すことになったが、その頃地元イタリアでは旧国鉄トレニタリアが高速鉄道網を拡充している最中であり、形式名をETR700に改めたうえで新在直通列車「フレッチャルジェント」の輸送力増強用として全19編成を購入することを発表した。うち17編成が運用につき、残る2編成は部品取り用とされた
アンサルドブレーダを買収した日立によってフレッチャルジェント色への変更などの改造が実施され、2018年4月から試運転を開始し翌2019年6月19日よりアドリア線のミラノ～アンコーナ～レッチェ間を皮切りにフレッチャルジェントでの営業運行を開始した。日立は運用開始にあたって5年間のメンテナンス契約も同時に締結し、オプションで最大10年間となった。